# رئيس أركان القوات الجوية (الولايات المتحدة)
رئيس أركان القوات الجوية (بالإنجليزية: Chief of Staff of the United States Air Force)‏ (اختصار : CSAF، أو AF / CC) هو منصب يُعين به جنرال أربع نجوم في القوات الجوية للولايات المتحدة، وهو بصفته المستشار العسكري الرئيسي لوزير القوات الجوية لأنشطة القوات الجوية؛ وعضو في هيئة رئاسة الأركان المشتركة، وبالتالي مستشار عسكري لمجلس الأمن القومي، ولوزير الدفاع، ولرئيس الولايات المتحدة. عادة ما يكون رئيس الأركان هو الضابط الأعلى رتبة في الخدمة الفعلية في القوات الجوية ما لم يكن رئيس و/ أو نائب رئيس هيئة الأركان المشتركة من ضباط القوات الجوية.
رئيس أركان القوات الجوية هو منصب إداري مقره البنتاغون، وفي حين أن رئيس الأركان لا يملك سلطة قيادة العمليات على القوات الجوية (التي تقع ضمن اختصاص القادة المقاتلين الذين يتبعون وزير الدفاع)، فإن رئيس الأركان يمارس الإشراف على وحدات وتنظيمات القوات الجوية بصفته المعين من قبل وزير القوات الجوية.
رئيس الأركان الحالي للقوات الجوية هو الجنرال تشارلز كيو. براون جونيور.

## المسؤوليات

### قسم القوات الجوية
ويرأس رئيس الأركان، تحت سلطة وزير القوات الجوية وتوجيهه وسيطرته، هيئة الأركان الجوية، ويعمل بصفته الوكيل التنفيذي للوزير في تنفيذ الخطط المعتمدة، ويمارس الإشراف، بما يتفق مع السلطة الممنوحة لقادة القيادات المقاتلة، على المنظمات وأفراد القوات الجوية على النحو الذي يحدده الوزير. ويجوز لرئيس الأركان أيضًا أداء واجبات أخرى يكلفه بها الرئيس أو وزير الدفاع أو وزير القوة الجوية.
نائب رئيس أركان القوات الجوية، وهو أيضًا جنرال بأربع نجوم، وهو النائب الرئيسي لرئيس الأركان.

### عضو هيئة الأركان المشتركة
رئيس أركان القوات الجوية هو عضو في هيئة الأركان المشتركة كما هو منصوص عليه في 10 U.S.C. . عند أداء واجبات هيئة الأركان المشتركة، فإن رئيس الأركان مسؤول مباشرة أمام وزير الدفاع. مثل الأعضاء الآخرين في هيئة الأركان المشتركة، فإن رئيس أركان القوات الجوية هو منصب إداري، مع عدم وجود سلطة قيادة عملياتية على القوات الجوية للولايات المتحدة.

## التعيين والرتبة
يتم ترشيح رئيس أركان القوات الجوية للتعيين من قبل الرئيس الأمريكي ويجب تأكيده عن طريق تصويت الأغلبية من قبل مجلس الشيوخ. بموجب القانون، يُعين رئيس أركان القوات الجوية كجنرال من فئة أربع نجوم..
يُصرح لرئيس الأركان أيضًا بارتداء غطاء خدمة خاص مع سحب ومسامير صاعقة حول حزام القبعة. تختلف هذه القبعة عن تلك التي يرتديها الضباط العامون الآخرون في القوات الجوية وهي مخصصة للاستخدام من قبل رئيس الأركان وضباط القوات الجوية الذين يعملون كرئيس أو نائب رئيس هيئة الأركان المشتركة.

## قائمة رؤساء أركان القوات الجوية الأمريكية (1947 إلى الوقت الحاضر)
قبل إنشاء هذا المنصب، تم تعيين الجنرال هنري أرنولد أول رئيس للقوات الجوية للجيش والقائد العام للقوات الجوية للجيش خلال الحرب العالمية الثانية.
| تسلسل  | الصورة | الاسم                    | فترة تولي المنصب | فترة تولي المنصب | فترة تولي المنصب | عمل تحت إشراف                                     | عمل تحت إشراف                                                               |
| تسلسل  | الصورة | الاسم                    | بداية الفترة     | نهاية الفترة     | عدد أيام الخدمة  | سلاح الطيران                                      | وزير الدفاع الأمريكي                                                        |
| ------ | ------ | ------------------------ | ---------------- | ---------------- | ---------------- | ------------------------------------------------- | --------------------------------------------------------------------------- |
| 1      |        | كارل سباتز               | 26 سبتمبر 1947   | 29 أبريل 1948    | 216              | ستيوارت سايمينغتون                                | جيمس فورستال                                                                |
| 2      |        | هويت سانفورد فاندنبرغ    | 30 أبريل 1948    | 29 يونيو 1953    | 1887             | ستيوارت سايمينغتون توماس فينليتر هارولد تالبوت    | جيمس فورستال لويس أيه جونسون جورج مارشال روبرت أ. لوفيت تشارلز إروين ويلسون |
| 3      |        | ناثان فاراغوت توينينغ*   | 30 يونيو 1953    | 30 يونيو 1957    | 1461             | هارولد تالبوت دونالد أ. كوارلز جيمس دوغلاس الابن  | تشارلز إروين ويلسون                                                         |
| 4      |        | توماس د. وايت            | 1 يوليو 1957     | 30 يونيو 1961    | 1460             | جيمس دوغلاس الابن دودلي س. شارب يوجين مارتن زوكرت | تشارلز إروين ويلسون نيل ماكلوري توماس غيتس الابن روبرت ماكنامارا            |
| 5      |        | كورتيس ليماي             | 30 يونيو 1961    | 31 يناير 1965    | 1311             | يوجين مارتن زوكرت                                 | روبرت ماكنامارا                                                             |
| 6      |        | جون بي ماكونيل           | 1 فبراير 1965    | 31 يوليو 1969    | 1641             | يوجين مارتن زوكرت هارولد براون روبرت سيمنس        | روبرت ماكنامارا كلارك كليفورد ملفين ليرد                                    |
| 7      |        | جون دالي ريان            | 1 أغسطس 1969     | 31 يوليو 1973    | 1460             | روبرت سيمنس جون لوثر مكلوكاس                      | ملفين ليرد إليوت ريتشاردسون جيمس شليسنجر                                    |
| 8      |        | جورج براون (ضابط)*       | 1 أغسطس 1973     | 30 يونيو 1974    | 333              | جون لوثر مكلوكاس                                  | جيمس شليسنجر                                                                |
| 9      |        | ديفيد س. جونز*           | 1 يوليو 1974     | 20 يونيو 1978    | 1450             | جون لوثر مكلوكاس توماس سي. ريد جون سي ستيتسون     | جيمس شليسنجر دونالد رامسفيلد هارولد براون                                   |
| 10     |        | ليو ألين                 | 1 يوليو 1978     | 30 يونيو 1982    | 1460             | جون سي ستيتسون هانز مارك فيرن أور                 | هارولد براون كاسبار واينبرغر                                                |
| 11     |        | تشارلز أ. جبريل          | 1 يوليو 1982     | 30 يونيو 1986    | 1460             | فيرن أور راسل أ. رورك إدوارد سي. ألدريدج الابن    | كاسبار واينبرغر                                                             |
| 12     |        | لاري د. ويلش             | 1 يوليو 1986     | 30 يونيو 1990    | 1460             | إدوارد سي. ألدريدج الابن دونالد ب. رايس           | كاسبار واينبرغر فرانك كارلوتشي ديك تشيني                                    |
| 13     |        | ميخائيل دوغان            | 1 يوليو 1990     | 17 سبتمبر 1990   | 78               | دونالد ب. رايس                                    | ديك تشيني                                                                   |
| (مؤقت) |        | جون مايكل لوه            | 18 سبتمبر 1990   | 29 أكتوبر 1990   | 41               | دونالد ب. رايس                                    | ديك تشيني                                                                   |
| 14     |        | ميريل أ. ماكبيك          | 30 أكتوبر 1990   | 25 أكتوبر 1994   | 1456             | دونالد ب. رايس شيلا ويدنال                        | ديك تشيني ليس أسبين وليام بيري                                              |
| 15     |        | رونالد فوجلمان           | 26 أكتوبر 1994   | 1 سبتمبر 1997    | 1041             | شيلا ويدنال                                       | وليام بيري وليام كوهين                                                      |
| (مؤقت) |        | رالف إيبرهارت            | 2 سبتمبر 1997    | 5 أكتوبر 1997    | 33               | شيلا ويدنال                                       | وليام كوهين                                                                 |
| 16     |        | ميخائيل إي. ريان         | 6 أكتوبر 1997    | 5 سبتمبر 2001    | 1430             | شيلا ويدنال إف ويتن بيترز جيمس جي. روش            | وليام كوهين دونالد رامسفيلد                                                 |
| 17     |        | جون جامبر                | 6 سبتمبر 2001    | 2 سبتمبر 2005    | 1457             | جيمس جي. روش                                      | دونالد رامسفيلد                                                             |
| 18     |        | تييد مايكل موزلي         | 2 سبتنبر 2005    | 12 يوليو 2008    | 1044             | مايكل وين                                         | دونالد رامسفيلد روبرت غيتس                                                  |
| (مؤقت) |        | دنكان مكناب              | 12 يوليو 2008    | 12 أغسطس 2008    | 31               | مايكل بروس دونلي                                  | روبرت غيتس                                                                  |
| 19     |        | نورتون أ. شوارتز         | 12 أغسطس 2008    | 10 أغسطس 2012    | 1459             | مايكل بروس دونلي                                  | روبرت غيتس ليون بانيتا                                                      |
| 20     |        | مارك ويلزي               | 10 أغسطس 2012    | 24 يونيو 2016    | 1414             | مايكل بروس دونلي ديبورا لي جيمس                   | ليون بانيتا تشاك هيغل آشتون كارتر                                           |
| 21     |        | ديفيد غولدفين            | 1 يوليو 2016     | حتى الآن         | 3187             | ديبورا لي جيمس هيذر ويلسون باربرا باريت           | آشتون كارتر جيمس ماتيس مارك إسبر                                            |
| عُيّنَ    |        | تشارلز كيو. براون جونيور | مُعيّن             | مُعيّن             | مُعيّن             | مُعيّن                                              | مُعيّن                                                                        |

* عمل ثلاثة رؤساء أركان سابقين كرئيس لهيئة الأركان المشتركة:
- شغل تويننج منصب الرئيس من أغسطس 1957 إلى سبتمبر 1960.
- شغل براون منصب الرئيس من يوليو 1974 إلى يونيو 1978.
- شغل جونز منصب الرئيس من يونيو 1978 إلى يونيو 1982.

ماكبيك هو رئيس أركان القوات الجوية الوحيد حتى الآن الذي شغل منصب القائم بأعمال وزير القوات الجوية (من 14 يوليو 1993 إلى 5 أغسطس 1993 قبل تولي شيلا ويدنال منصب وزير)، وبالتالي فهو الضابط الوحيد في القوات الجوية الذي كان فعليًّا «رئيس القوات الجوية».
براون هو أول أمريكي من أصل أفريقي يتم ترشيحه كرئيس لفرع عسكري أمريكي.

### اقتباسات
1. ↑   10 USC 8033. Chief of Staff نسخة محفوظة 2020-06-10 على موقع واي باك مشين.
2. ↑   10 USC 8034. Vice Chief of Staff نسخة محفوظة 2020-06-10 على موقع واي باك مشين.
3. ↑  [1] 10 USC 8033. Chief of Staff
4. ↑  Documents/2011/May 2011/0511leaders.pdf "Home" (PDF). مؤرشف من الأصل (PDF) في 2013-01-08. {{استشهاد ويب}}: تحقق من قيمة |مسار أرشيف= (مساعدة)
5. ↑  Youssef, Nancy A. (9 Jun 2020). "Senate Confirms First African-American Leader of a Military Branch". Wall Street Journal (بالإنجليزية الأمريكية). ISSN:0099-9660. Archived from the original on 2020-06-10. Retrieved 2020-06-09.
6. ↑  "PN1619 - 1 nominee for Air Force, 116th Congress (2019-2020)". www.congress.gov. 8 يونيو 2020. مؤرشف من الأصل في 2020-03-03. اطلع عليه بتاريخ 2020-06-09.

## روابط خارجية
- مكتب دعم تاريخ القوات الجوية: رؤساء أركان القوات الجوية